# 색슨 샤비노
색슨 샤비노(Saxon Sharbino, 1999년 6월 11일 ~ )는 미국의 배우이다.